# Cheraia
Cheraia là một đô thị thuộc tỉnh Skikda, Algérie. Dân số thời điểm năm 2002 là 13.788 người.